# Religion populaire
La religion populaire, appelée de manière plus neutre religion « vécue » par Jean Delumeau ou religion « locale » par W. A. Christian, désigne en science des religions différentes formes et expressions d'une religion qui se détache des doctrines et pratiques officielles d'une religion organisée. La religion populaire est une religiosité vécue en distinction de la religion officielle. La définition de la religion populaire est très vague et ses contours flous, variant d'un auteur à un autre. Parfois qualifiée de croyance populaire, il s'agit de pratiques et de coutumes régionales ou ethniques sur le compte d'une religion, mais en dehors des doctrines et pratiques officielles. Le terme de religion populaire est généralement utilisé pour qualifier deux sujets. Le premier est la dimension religieuse du folklore, ou la dimension folklorique de la religion. Le deuxième se réfère à l'étude des syncrétismes entre deux cultures aux formes d'expressions différentes, comme le mélange du folklore africain avec le catholicisme qui a permis le développement du vaudou et de la santeria. La religion populaire et son étude offre donc un angle plus ouvert dans l'étude des religions car il comprend toutes les formes parareligieuses d'une société.